# Sky Express (Греция)
Sky Express — греческая авиакомпания. Основана в 2005 году. Базируется в Ираклионе.

## История
Компания создана в 2005 году несколькими бывшими руководителями авиакомпании Olympic Airlines. В июле 2005 года она начала деятельность, которая включала регулярные, чартерные, грузовые рейсы, воздушное такси, службы медицинской помощи и экскурсионные полёты. Грузовое подразделение компании, просуществовавшее до 2007 года, занималось перевозкой грузов между Европой и странами Ближнего Востока.

## Флот
По состоянию на октябрь 2011 года воздушный флот компании состоял из пяти 30-местных самолётов British Aerospace Jetstream 41.

## Маршрутная сеть
Все рейсы авиакомпании Sky Express — внутренние. Большинство из них выполняется с промежуточными посадками. По состоянию на апрель 2012 года компания обслуживает следующие направления.
- Ираклион — Родос — Самос — Хиос — Лесбос — Лемнос;
- Ираклион — Икария — Лемнос — Салоники;
- Ираклион — Афины — Скирос — Салоники;
- Ираклион — Афины — Козани — Кастория;
- Ираклион — Кос;
- Ираклион — Закинф — Кефалония — Превеза — Керкира;
- Ираклион — Сития — Превеза / Александруполис.

При этом только на участках от Ираклиона до Афин и Родоса полёты выполняются ежедневно, всё остальное — по дням недели.

## Происшествия
12 февраля 2009 года самолет BAe Jetstream 31 потерпел аварию при посадке в аэропорту Ираклиона, возвращаясь с Родоса. Никто из 15 пассажиров и 3 членов экипажа не пострадал, но самолёт получил существенные повреждения и был списан.